# Microrégion de Ribeira do Pombal
 (février 2025).
Si vous disposez d'ouvrages ou d'articles de référence ou si vous connaissez des sites web de qualité traitant du thème abordé ici, merci de compléter l'article en donnant les références utiles à sa vérifiabilité et en les liant à la section « Notes et références ».
La microrégion de Ribeira do Pombal est l'une des six microrégions qui subdivisent le nord-est de l'État de Bahia au Brésil.
Elle comporte 14 municipalités qui regroupaient 302 626 habitants en 2006 pour une superficie totale de 7 983 km2.

## Municipalités[1]
- Adustina
- Antas
- Banzaê
- Cícero Dantas
- Cipó
- Fátima
- Heliópolis
- Itapicuru
- Nova Soure
- Novo Triunfo
- Olindina
- Paripiranga
- Ribeira do Amparo
- Ribeira do Pombal